# Martigny (huyện)
Huyện Martigny (tiếng Pháp: District du Martigny, tiếng Đức: Bezirk Martigny) là một huyện hành chính của Thụy Sĩ. Huyện này thuộc bang Bang Valais. Huyện Martigny có diện tích 263 km², dân số theo thống kê của cục thống kê Thụy Sĩ năm 1999 là 33341 người. Trung tâm của huyện đóng ở Martigny. Mã của huyện là 2307.